# Вулиця Михайла Омеляновича-Павленка (Одеса)
Вулиця Михайла Омеляновича-Павленка — вулиця в Одесі, в історичному центрі міста, від Пироговської вулиці до Італійського бульвару.

## Історія
З 1923 р. до 1941 р. і з 1944 р. до 1997 р. — вулиця Крупської.
26 липня 2024 року вулицю Маріїнську перейменували на вулицю Михайла Омеляновича-Павленка.

## Пам'ятки

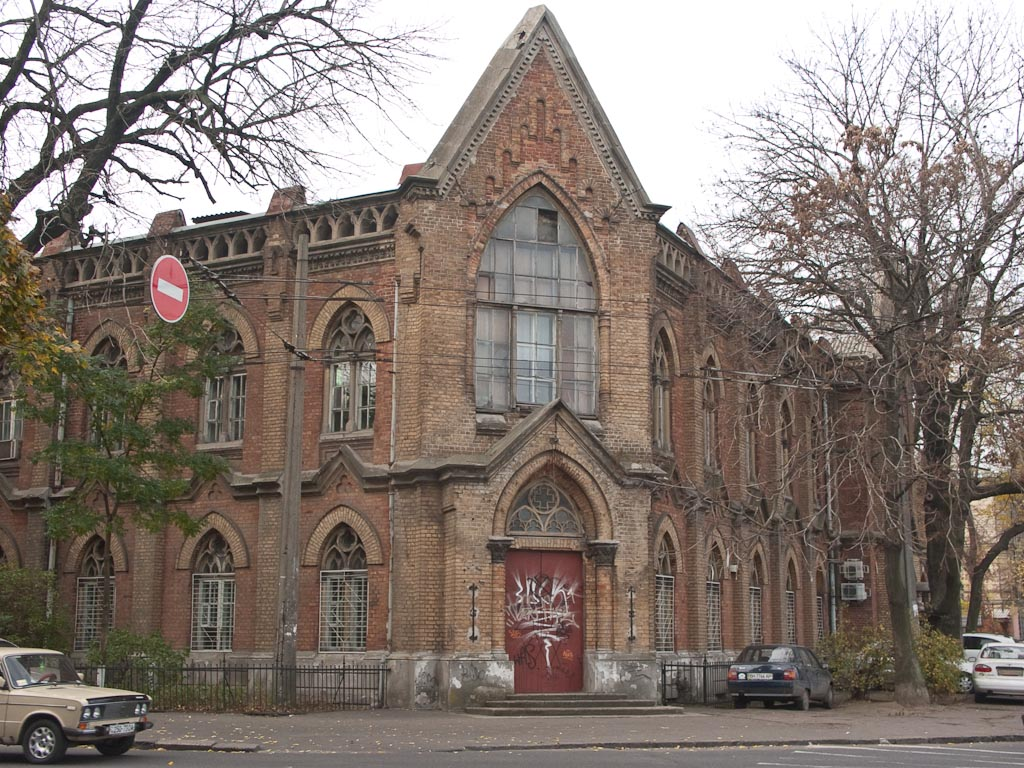
Госпіталь Товариства Касперівських сестер милосердя Червоного Хреста

У 1891—1893 роках братами інженерами Михайлом і Миколою Лішіними за проектом архітектора О. О. Бернардацці на розі вулиці Омеляновича-Павленка та Італійського бульвару було споруджено будинок госпіталю Товариства Касперівських сестер милосердя Червоного Хреста (нині — Медичний центр реабілітації матері і дитини).
Пам'ятний знак на честь маршала Радянського Союзу А. Х. Бабаджаняна.